# Karl Ploetz
Pour les articles homonymes, voir Ploetz.
Karl Julius Ploetz (8 juillet 1819 à Berlin - 6 février 1881 à Görlitz) est un auteur de manuels scolaires allemands.

## Biographie
Fils d'un brigadier dans la police prussienne, Karl Julius Ploetz dut interrompre dès la première année ses études supérieures à Berlin par manque d'argent. Pendant trois ans il vécut à Paris donnant des cours de langue. De retour à Berlin, il travailla comme précepteur, recommença à étudier et passa le doctorat après six semestres. Ayant obtenu  son examen de professeur de lycée, il fut d'abord suppléant, puis, de 1848 à 1852, professeur de français au lycée Sainte-Catherine de Lübeck, avant d'entrer au Collège français de Berlin. En 1860 il cessa d'enseigner et vécut seulement des revenus de ses manuels qui lui avaient procuré une certaine aisance.
Il écrivit des ouvrages pour l'enseignement du français ainsi que des ouvrages de vulgarisation historique. En particulier la chronologie qu'il a écrite et que l'on connaît sous le nom de Grand Ploetz a marqué des générations d'étudiants et d'historiens. Un cahier de 32 pages paru en français en 1855 et contenant les dates fondamentales pour les cours d'histoire est appelé Ur-Ploetz. En 1863 parut la première édition allemande. Les manuels furent publiés par la maison d'édition A. G. Ploetz fondée par son fils et le sont aujourd'hui par la maison d'édition Herder und Co. KG. Le Grand Ploetz a atteint en 2005 sa 34e édition  (ISBN 3451405059)

## Literatur
- Gerhard Ahrens: Am Beginn einer ungewöhnlichen Karriere. Carl Ploetz war Lehrer am Lübecker Katharineum. In: Zeitschrift des Vereins für lübeckische Geschichte und Altertumskunde. Band 85, 2005, S. 221–236.
- (de) Johannes T. W. Heck, « Ploetz, Karl Julius », dans Neue Deutsche Biographie (NDB), vol. 20, Berlin, Duncker & Humblot, 2001, p. 548 (original numérisé).
- (de) Rochus von Liliencron, « Ploetz, Karl », dans Allgemeine Deutsche Biographie (ADB), vol. 26, Leipzig, Duncker & Humblot, 1888, p. 317-318
- Johannes E. S. Schmidt: Die Französische Domschule und das Französische Gymnasium zu Berlin. Schülererinnerungen 1848-1861. Herausgegeben und kommentiert von Rüdiger R. E. Fock. Verlag Dr. Kovac, Hamburg 2008,  (ISBN 978-3-8300-3478-0).
- Christian Velder: 300 Jahre Französisches Gymnasium Berlin. Nicolai, Berlin 1989,  (ISBN 3-87584-254-5).
- Der Große Ploetz (de). Bearbeitet von Dieter Geiß. Vandenhoeck & Ruprecht, 35. Auflage. Göttingen 2008,  (ISBN 978-3-525-32008-2).